# Park Tower (Francfort)
Pour les articles homonymes, voir Park Tower.

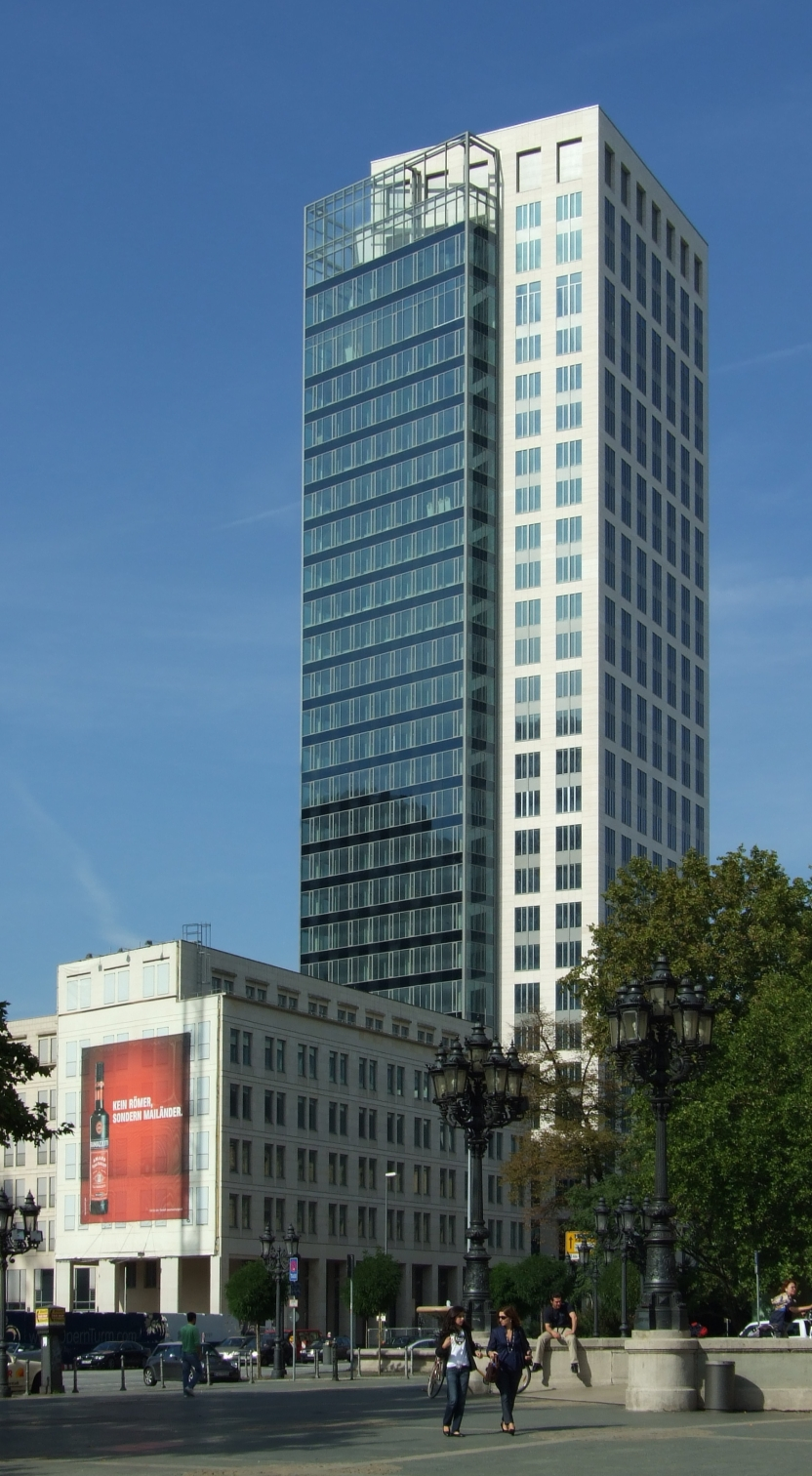
Park Tower (2007)

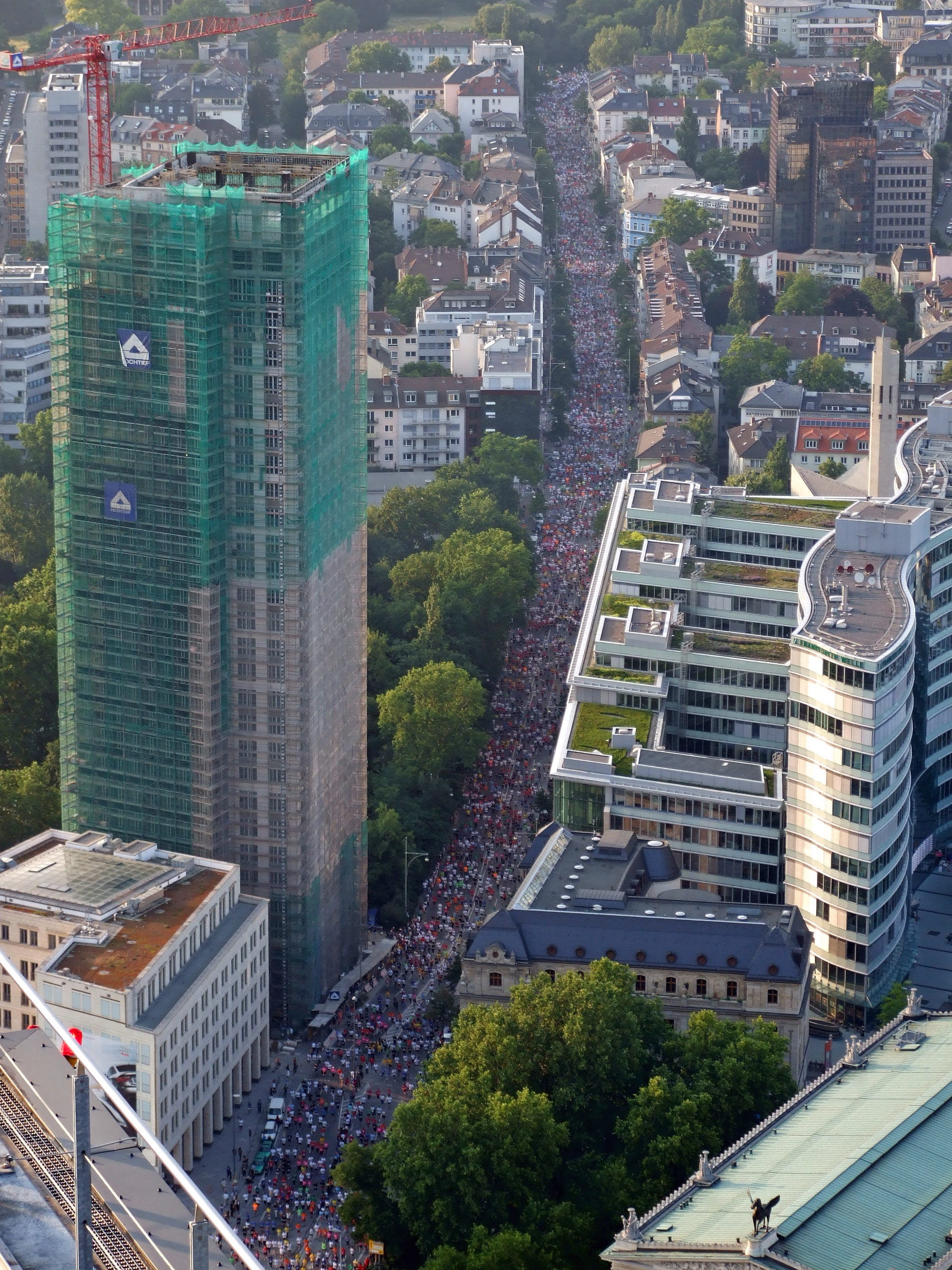
Pendant la surélévation

La Park Tower est un gratte-ciel de bureaux situé dans la ville de Francfort, en Allemagne. 
Anciennement appelée SGZ-Hochhaus, elle a été construite en 1972 comme siège social de la DZ Bank. Au départ haut de 96 mètres, le bâtiment a été surélevé de quelques étages entre 2005 et 2007 et atteint aujourd'hui 115 mètres, pour une superficie totale de 24 000 m² de bureaux.